# 銅鑼灣電車廠
銅鑼灣電車廠（又名霎東街電車廠，前稱羅素街電車廠），是一處已經拆建的香港電車車廠，位於香港銅鑼灣羅素街，即是時代廣場的前身。

## 歷史

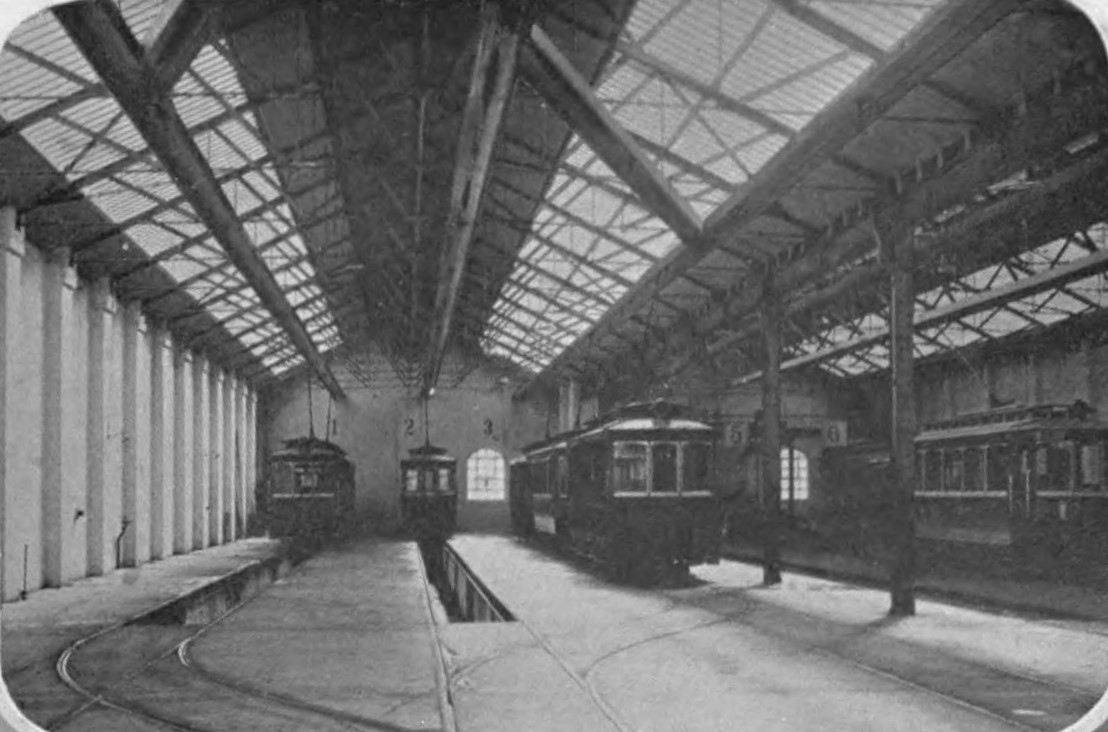
舊寶靈頓道電車廠車棚（1908年）

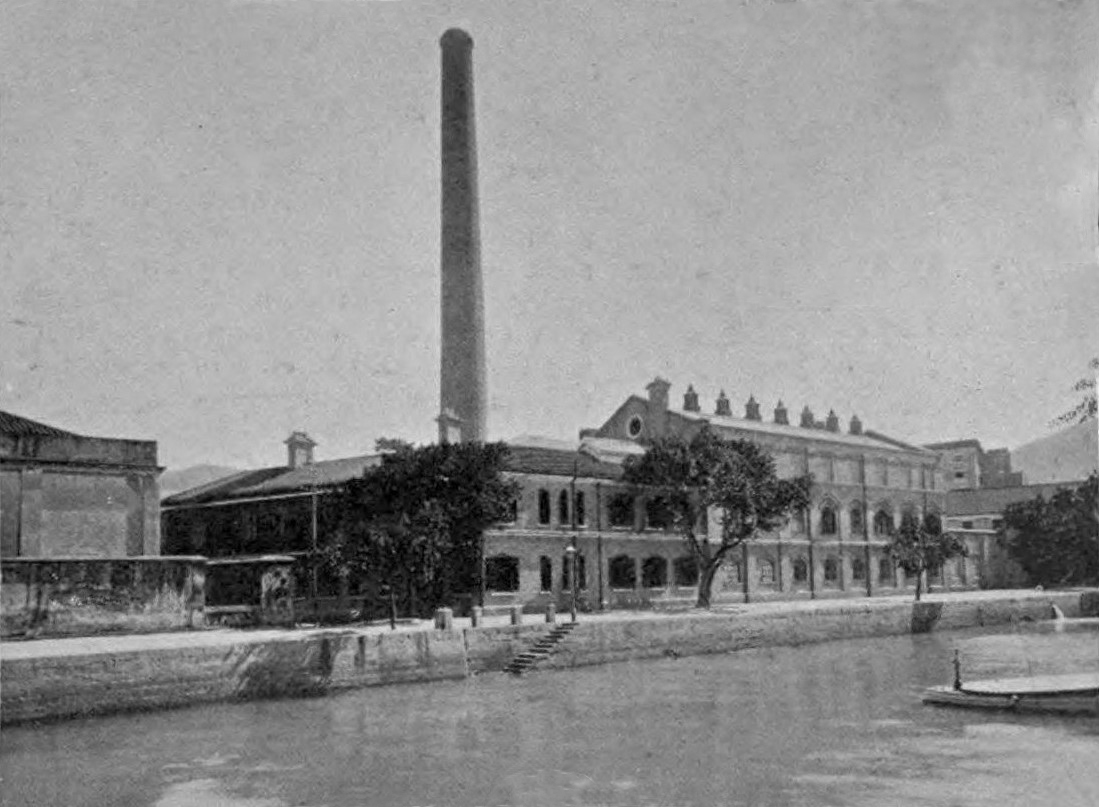
寶靈頓運河旁供車廠用的發電站

香港最早期的車廠建於寶靈頓道與堅拿道一帶。於1920年代，香港電車公司才決定選址銅鑼灣羅素街，興建一個大型車廠，可以泊車及維修電車等，名為羅素街車廠。1932年，因電車數量增加，羅素街車廠已不敷應用，電車公司在北角英皇道加設車廠以供停泊。
1950年12月24日，廠內曾發生勞資糾紛，後演變為警民衝突，稱為羅素街事件。
到了1951年，電車公司決定擴建羅素街車廠，並改名為霎東街車廠。由於車廠與霎東街及羅素街民居相當接近，而由波斯富街轉入車廠的是一條弧形電車軌，每當電車於深宵回廠時聲音便顯得特別刺耳，對附近居民的噪音騷擾頗大。
霎東街車廠於1989年3月20日停用，電車公司以屈地街電車廠及西灣河電車廠取代了霎東街車廠。原址重建為香港地標之一的時代廣場。
昔日進入電車廠的電車路軌道至今仍在廣場外可以見到。

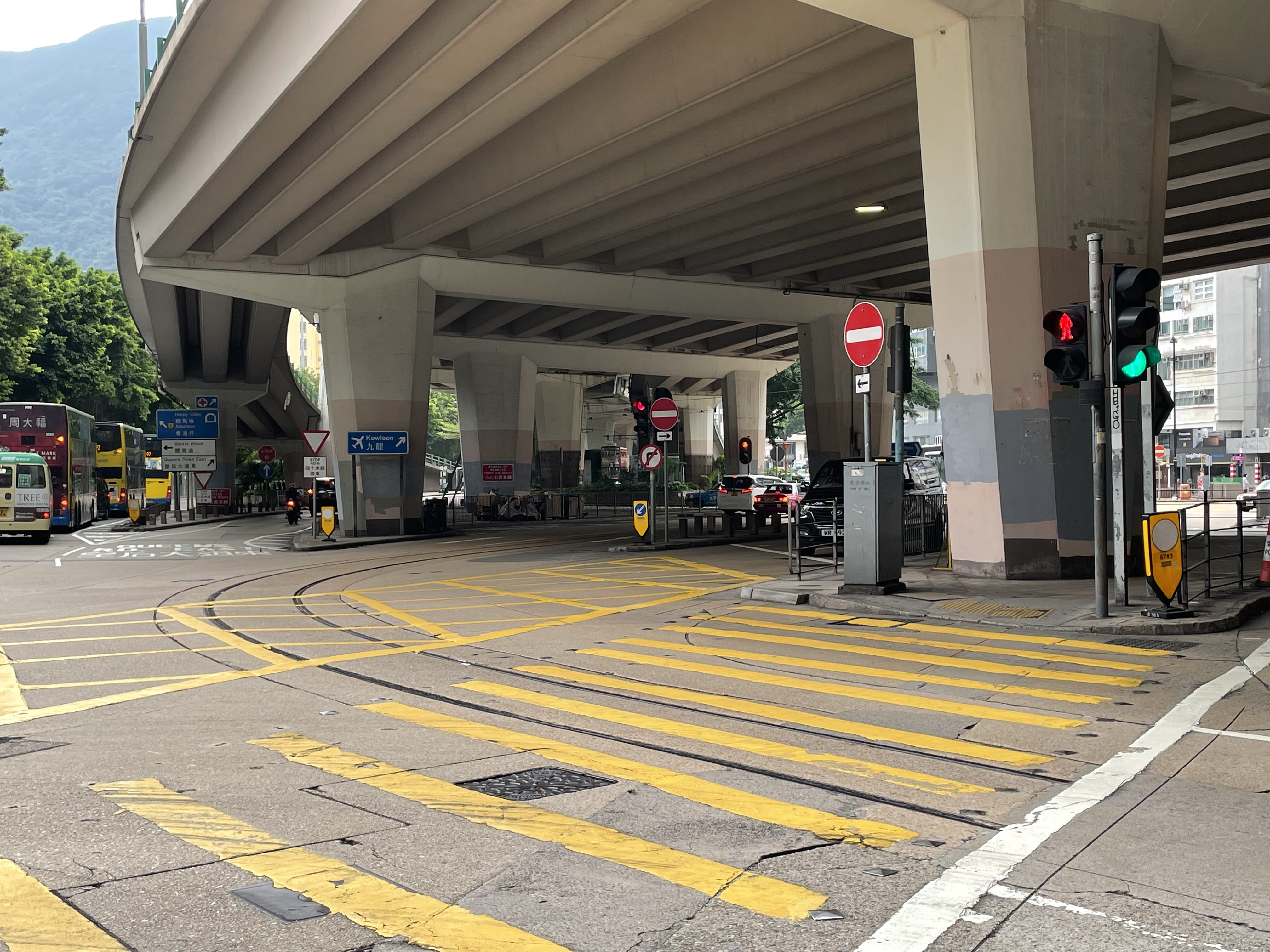
黃泥涌峽天橋下殘留的電車軌 （堅拿道東及禮頓道交界）

## 外部連結
- 香港地方 - 銅鑼灣電車廠歷史 （页面存档备份，存于）
- 電車歷史